# Józef Otłowski
Józef Otłowski (ur. 7 lipca 1905 w Chojnowie k. Przasnysza, zm. 3 stycznia 1986 w Płońsku) – nauczyciel, działacz społeczny.

## Życiorys
Syn Mateusza i Anny z Szymanowiczów. Brat Stanisława, Franciszka, Feliksa, Heleny (Zdanowskiej), Władysława i Jana. Pochodził z rodziny włościańskiej. Ojciec był współpracownikiem Stanisława Chełchowskiego w krzewieniu wiedzy rolniczej na wsi przasnyskiej.
Józef uczył się w szkole powszechnej w Czernicach Borowych (1915), następnie w szkole średniej w Mławie (od 1919). W 1926 zdał w Ciechanowie egzaminy maturalne. W tym samym roku rozpoczął studia polonistyczne na Uniwersytecie Warszawskim (przerwane w 1928). W l. 1928–29 odbył kurs w Szkole Podchorążych Rezerwy w Grudziądzu, następnie płatną praktykę nauczycielską w szkole rolniczej w Miętnem k. Garwolina.
Od września 1930 pracował jako nauczyciel w szkołach rolniczych w Antonowie (powiat Oszmiana) i Torokaniu (powiat Kobryń). W tym czasie zdał egzaminy w Seminarium Nauczycielskim w Wilnie na nauczyciela szkół powszechnych. W l. 1933–39 kierował szkołą powszechną w Mołodowie (powiat Drohiczyn Poleski). Zaprzyjaźnił się tam z ks. Janem Zieją. Po wybuchu wojny przedostał się do Przasnysza.
W okresie okupacji hitlerowskiej pracował jako furman przy budowie dróg i prowadził tajne nauczanie na terenie miejscowości: Chojnowo, Grójec i Czernice Borowe. Był dwukrotnie aresztowany przez Niemców, z jego rodziny zginęło trzech braci i szwagier. W l. 1945–48 uczył języka polskiego w Gimnazjum i Liceum w Przasnyszu. Organizował otwarte spotkania literackie, przygotowywał spektakle teatralne. Przyjaźnił się z prefektem, ks. Szczepanem Soszyńskim. Pod pretekstem złego wpływu na grono pedagogiczne i młodzież przeniesiony do pracy w szkolnictwie podstawowym na terenie Przasnysza, następnie Chorzel.
Od 1950 nauczyciel w Liceum Ogólnokształcącym i Liceum Wieczorowym dla Pracujących w Płońsku, a także w Liceum Korespondencyjnym w Ciechanowie. W 1951 zdał egzamin w Państwowej Wyższej Szkole Pedagogicznej w Warszawie uprawniający do nauczania w szkołach średnich ogólnokształcących i pedagogicznych. W l. 1954–55 był zastępcą dyrektora Liceum Ogólnokształcącego w Płońsku. Po przejściu na emeryturę w 1972, wygłaszał prelekcje na tematy religijne i literackie w płońskich kościołach.
Odznaczony Krzyżem Kawalerskim Orderu Odrodzenia Polski oraz Medalem Komisji Edukacji Narodowej.
Żonaty z Marią Nowosielską, z domu Sakowicz, wdową po Franciszku. Miał z nią córkę Danutę (po mężu Świtała). Józef Otłowski pochowany został na cmentarzu parafialnym w Przasnyszu.